# Abe Schwartz
Abe Schwartz (1881-1963) was een bekende Amerikaanse klezmer-musicus en -componist uit de jaren twintig. Hij werd geboren buiten Boekarest, Roemenië en emigreerde naar Amerika in 1899. Hij ontwikkelde zich als een getalenteerd componist en arrangeur, violist, pianist en bandleider. In zijn groep speelde onder meer de befaamde klezmer-klarinettist Naftule Brandwein. Een bekend nummer van Schwartz, dat nog steeds door klezmer-revivalists wordt gespeeld, is "Di Grine Kuzine" ("The Green Cousin").

## Discografie
- Abe Schwartz: Master of Klezmer Music V.1 - The First Recordings, Global Village
- Klezmer Music 1910-1942 (vier nummers van Schwartz, waarvan twee met Sylvia Schwartz), Global Village

- Bibliothèque nationale de France: cb142255033 (data)
- Gemeinsame Normdatei: 134760786
- International Standard Name Identifier: 0000 0000 8121 0464
- Library of Congress Control Number: no96022127
- MusicBrainz: 12a9ba80-5a6d-4ad6-a09a-f89564a013dd
- Nationale Bibliotheek van Israël: 987007288553705171
- Nederlandse Thesaurus van Auteursnamen: 149735693
- Système universitaire de documentation: 234281251
- Virtual International Authority File: 246442934
- WorldCat: E39PBJgXdKMDYy7pTVqXJwWRrq